# C’est une belle journée
«C’est une belle journée» (рус. это прекрасный день) — песня, записанная в 2001 году французской певицей Милен Фармер; второй сингл из лучших песен её сборника «Les Mots»; был выпущен 16 апреля 2002 года. Близким другом Милен Фармер, художником Бенуа Ди Сабатино (Benoît Di Sabatino), был снят для песни мультипликационный клип, пользовавшийся большим успехом во Франции, где он продержался несколько месяцев в топ-50.

## Релиз
В феврале 2002 года Universal и Stuffed Monkey решили выпустить «C’est une belle journée», песню из сборника «Les Mots», и было официально заявлено, что сингл появится в марте. Однако, в связи с огромным успехом сингла «Les Mots», записанного в дуэте с Seal, новый сингл не выпускался до апреля 2002 года. Рекламный компакт-диск был отправлен на радиостанции 4 марта 2002 года, а винил — 28 марта 2002 года. Существовали три версии сингла на виниле: один гибкий, второй толстый, третий представляет собой изображение диска.
Несколько ремиксов были выпущены на трех носителях (CD одном, CD макси-12 «макси): „'elegie’s club remix“ Blue Planet Corporation», «such a beautiful day’s remix» и «beauty and bed remix», от StarCity «what a souci’s remix» от Tom Novy. Ещё один ремикс был доступен лишь на немецком рекламном компакт-диске 'elegie’s remix club radio edit'. В 2004 году новый ремикс сделал Devis Head, звукоинженер — Jérôme Devoise из «Studio Guillaume Tell» в Париже.
Насчёт текста, Фармер призналась в интервью TF1, что частично изменила слова припева. Первоначальные «C’est une belle journée, je vais me tuer» (прекрасный день, убью себя), которые могли быть восприняты чувствительными натурами как подстрекание к самоубийству, были заменены на «C’est une belle journée, je vais me coucher» (прекрасный день, пойду я засну).
Jean-Claude Déquéant, сочинивший для Фармер «Libertine» в 1986 году, сказал, что он просто восхищён песней «C’est une belle journée».

## Форматы сингла и трек-листы
Форматы сингла «C’est une belle journée»:
- CD сингл

| №  | Название                                   | Длительность |
| -- | ------------------------------------------ | ------------ |
| 1. | «C'est une belle journée» (single version) | 4:10         |
| 2. | «C'est une belle journée» (instrumental)   | 4:15         |

- CD maxi — Диджипак / CD maxi — Канада, Германия

| №  | Название                                                 | Длительность |
| -- | -------------------------------------------------------- | ------------ |
| 1. | «C'est une belle journée» (single version)               | 4:10         |
| 2. | «C'est une belle journée» (elegie's remix club)          | 7:10         |
| 3. | «C'est une belle journée» (such a beautiful day's remix) | 8:05         |
| 4. | «C'est une belle journée» (what a souci's remix)         | 4:10         |

- Цифровая загрузка

| №  | Название                                      | Длительность |
| -- | --------------------------------------------- | ------------ |
| 1. | «C'est une belle journée» (album version)     | 4:15         |
| 2. | «C'est une belle journée» (2006 live version) | 8:21         |
| 3. | «C'est une belle journée» (Devil Head remix)  | 5:10         |

- CD сингл — Промо / CD сингл — Промо(Делюкс Версия)

| №  | Название                               | Длительность |
| -- | -------------------------------------- | ------------ |
| 1. | «C'est une belle journée» (radio edit) | 4:00         |

- CD сингл — Промо — Германия

| №  | Название                                                   | Длительность |
| -- | ---------------------------------------------------------- | ------------ |
| 1. | «C'est une belle journée» (single version)                 | 4:10         |
| 2. | «C'est une belle journée» (elegie's remix club radio edit) | 3:42         |

- VHS — Промо

| №  | Название                         | Длительность |
| -- | -------------------------------- | ------------ |
| 1. | «C'est une belle journée» (клип) | 4:12         |

## Авторы и издатели
Люди и организации, работавшие над записью:
- Милен Фармер — слова
- Лоран Бутонна — музыка
- Requiem Publishing — издательство
- Polydor — звукозаписывающая компания
- Эллен Вот Уверт / H&K — фото
- Анри Нё / Com’N.B — дизайн обложки
- Бенуа ди Саббатино — клип